# Còlit formiguer septentrional
El còlit formiguer septentrional (Myrmecocichla aethiops) és una espècie d'ocell de la família dels muscicàpids (Muscicapidae) pròpia de l'Àfrica. Es troba en una àmplia franja que s'estén per tota la regió del Sahel i rodalia, des del Senegal fins al Sudan. També hi ha un altre nucli de població discontinu a la regió dels grans llacs, entre Uganda, Tanzània i Kènia. Habita les sabanes tropicals i els matollars tropicals secs, tant de muntanya com de terres baixes. El seu estat de conservació es considera de risc mínim.